# Праттвілл (Каліфорнія)
Праттвілл (англ. Prattville) — переписна місцевість (CDP) в США, в окрузі Плумас штату Каліфорнія. Населення — 24 особи (2020).

## Географія
Праттвілл розташований за координатами 40°12′22″ пн. ш. 121°9′27″ зх. д. / 40.20611° пн. ш. 121.15750° зх. д. (40.206005, -121.157456).  За даними Бюро перепису населення США в 2010 році переписна місцевість мала площу 1,56 км², уся площа — суходіл.

## Демографія
Згідно з переписом 2010 року, у переписній місцевості мешкали 33 особи в 14 домогосподарствах у складі 9 родин. Густота населення становила 21 особа/км².  Було 102 помешкання (65/км²).
Расовий склад населення:
| - 100,0 % — білих |

До двох чи більше рас належало 0,0 %. Частка іспаномовних становила 0,0 % від усіх жителів.
За віковим діапазоном населення розподілялося таким чином: 24,2 % — особи молодші 18 років, 39,4 % — особи у віці 18—64 років, 36,4 % — особи у віці 65 років та старші. Медіана віку мешканця становила 58,5 року. На 100 осіб жіночої статі у переписній місцевості припадало 135,7 чоловіків;  на 100 жінок у віці від 18 років та старших — 127,3 чоловіків також старших 18 років.
Цивільне працевлаштоване населення становило 0 осіб. 